# Assedio di Bonn (1689)
L'assedio di Bonn ebbe luogo nel 1689 durante la Guerra dei Nove Anni, quando le forze del Brandeburgo-Prussia e della Repubblica delle Sette Province Unite assediarono e catturarono Bonn. Faceva parte della campagna della Renania che il Brandeburgo stava combattendo nell'ambito della Grande Alleanza contro Luigi XIV di Francia. A seguito delle incursioni di Luigi nella Renania l'anno precedente, si era formata una coalizione di nazioni per resistere all'egemonia francese.
In Germania ciò comportava un'avanzata nel territorio dell'Elettorato di Colonia, alleato della Francia, mentre a ovest le grandi armate campali di Waldeck e Humières manovravano l'una contro l'altra. Waldeck, comandante generale delle forze alleate, si guardò bene dall'intraprendere un'azione offensiva contro i francesi finché non avesse ricevuto rinforzi dalla Renania, mentre le forze brandeburghesi si concentrarono sulle proprie operazioni a Colonia. Nel giugno 1689 il Brandeburgo conquistò Kaiserswerth, lasciando Bonn come unico grande insediamento della Colonia non in mano agli Alleati. Bonn era già minacciata e le era stato imposto un embargo.
L'11 luglio i comandanti alleati Hans Adam von Schöning e Adriaan van Flodroff catturarono un forte chiave vicino a Bonn e undici giorni dopo il principale esercito alleato arrivò fuori Bonn. Le batterie aprirono il fuoco il 24 luglio, ma l'assedio formale iniziò solo il 16 settembre. Il 12 ottobre i difensori si arresero dopo un pesantissimo bombardamento che lasciò gran parte di Bonn in rovina.
Nel 1703 Bonn fu nuovamente assediata durante la guerra di successione spagnola.